# Стара гробља у Новом Саду
Стара гробља у Новом Саду која обухватају Алмашко, Успенско, Римокатоличко са реформатско-евангеличким и војним, Реформатско хришћанско и Словачко евангеличко гробље, Русинско, као и Јеврејско гробље представљају непокретно културно добро као просторна културно-историјска целина од великог значаја.
Стара гробља су отворена за сахрањивање у 19. веку, према одлуци тадашњих градских власти, јер су дотадашња гробља била попуњена. Јеврејско гробље је отворено почетком 19. века, а остала три у периоду обнове Града у првој половини педесетих година 19. века. На гробљима постоје капеле припадајућих конфесија.
Ова гробља су стављена ван употребе 1974. године, када је отворено ново, Градско гробље, заједничко за све конфесије. Одлуком Скупштине града Новог Сада из 1991. године, гробља су делимично поново отворена, за сахрањивање најближих сродника већ сахрањених. На гробљима је сахрањен веома велики број знаменитих личности, а велики број споменика има изузетну уметничко-архитектонску вредност. Због свега тога је већи број надгробника посебним решењима проглашен за споменик културе.
У склопу целине су појединачни надгробни споменици и гробна места проглашени споменицима културе (решења Покрајинског завода за заштиту споменика културе, Петроварадин број: 114/68, 115/68, 117/68, 01-236/4-72, 01-77/7-73).